# Bullterrier

## Története

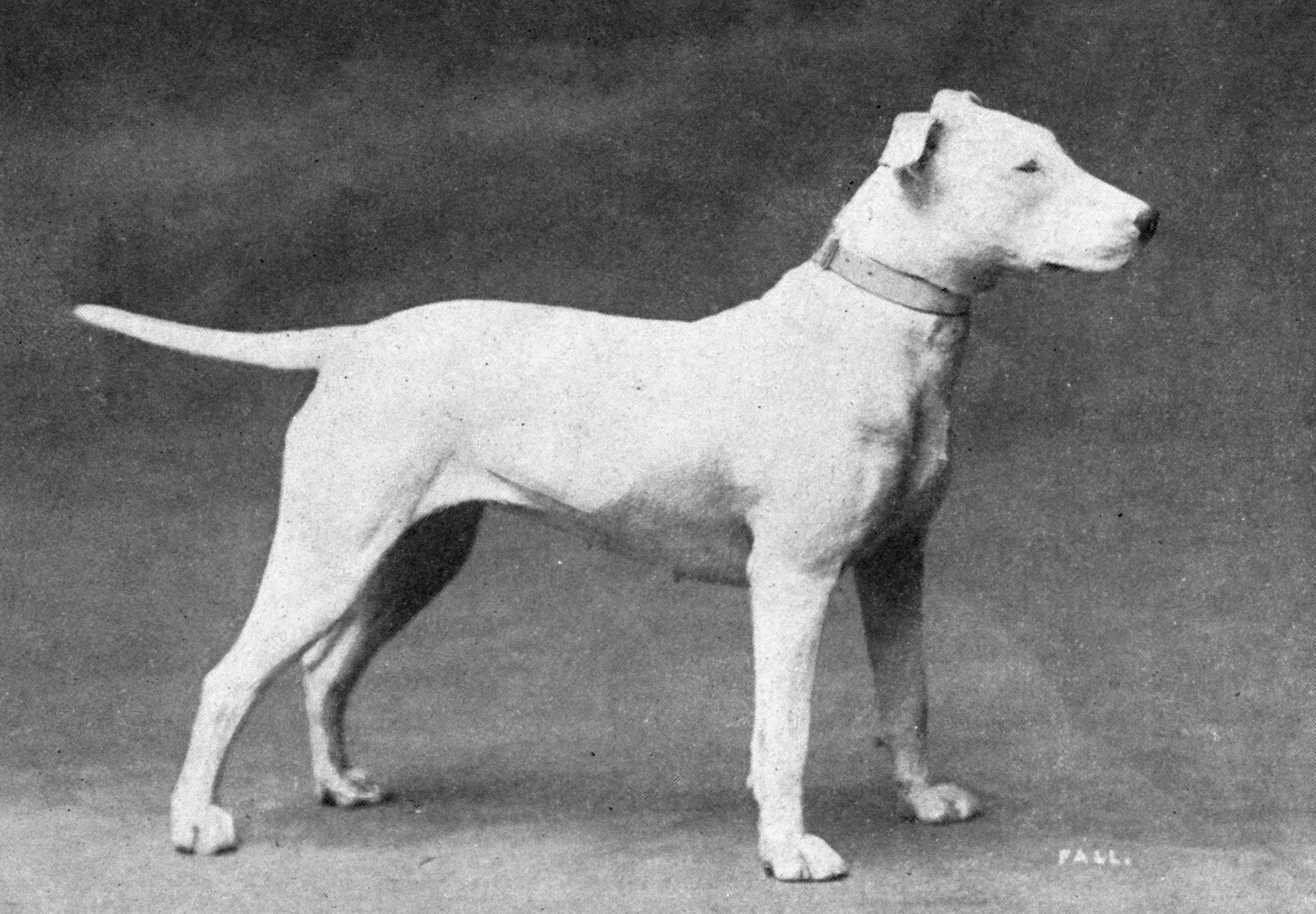
Bulterrier 1915-ből

A bullterriert a "régi" buldog és a mára már kihalt fehér angol terrier keresztezéséből tenyésztették ki, továbbá fontos szerepe volt még a dalmatának és más fajtáknak is.
Kitenyésztésnél a kitűzött cél a teljesen fehér egyed megteremtése volt, fejét illetően pedig egy "stop-mentes" fejforma kialakítása. Felmenőinek múltja tagadhatatlan, azonban az emberhez kötődő szoros kapcsolata és a folyamatos szelekció révén hamar családi kutyát faragtak az angol bullterrierből.
James Hinks birminghami tenyésztőt tartják a "bullterrier atyjának".

## Leírása
Az ideális bullterrier feje lefelé ívelő (downface), telt (fillup) és az orr fölött lefelé ívelő törés jellemzi (roman finish).
Fogazata ollós; a felső állkapocsban 20, az alsó 22-re szorosan rásimuló, erős és egészséges fognak kell lennie.
Szeme fekete, keskeny, ferde állású, háromszög alakú és mélyen ülő.
Fülei viszonylag nagyok, vékonyak és szorosan együttállóak. Nyaka nagyon izmos, hosszú, ívelt és lebernyegtől mentes.
A mellső lábakat kerek csöves csontok alkotják, erősek, párhuzamosak, hosszuknak körülbelül a mellkas mélységével kell egyenlőnek lenniük.
Törzse hengeres, a mellkas alsó vonala közelebb van a talajhoz, mint a has vonala. Háta rövid, enyhén ívelt, mellkasa széles.
Mancsai kerekek, tömörek, jól ívelt ujjakkal; a hátsók kisebbek az elsőknél.
Farka a tövénél vastag, majd elvékonyodik, rövid, mélyen ülő és vízszintesen tartott.
Szőrzete finom fényű, rövid, sima, kemény tapintású és tömött. Színe lehet fehér, továbbá a fekete-fehér, vörös, őzbarna és trikolor csíkozottság is elfogadott.
Nincs sem súly-, sem mérethatár.

## Tulajdonságai
Agilis, intelligens, bátor, elszánt, határozott fajta. Ugyanakkor a standardnak megfelelően kiegyensúlyozottság és a mozgékonyság, valamint nyugodt természet és fegyelmezhetőség kell jellemezze. Kellemes természetű. Gazdájához hűséges, és ragaszkodó. A gyerekekkel szemben nyugodt. Hangja mély, ami egy nagyobb kutya benyomását kelti. Szeretteit mindenáron védelmezi. Kiváló házőrző!